# Alex White
Alexander Randle White, född 22 oktober 1988 i Columbia, MO, är en amerikansk MMA-utövare som sedan 2014 tävlar i organisationen Ultimate Fighting Championship.